# Amère Victoire (roman)
Pour les articles homonymes, voir Amère Victoire.
Amère Victoire est un roman de René Hardy publié en 1955 aux éditions Robert Laffont et ayant reçu le prix des Deux Magots l'année suivante. Le roman a été adapté pour l'écran par Nicholas Ray en 1957.

## Résumé
Durant la seconde Guerre mondiale, dans le désert de Libye, les troupes anglaises combattent les armées de Rommel ; le capitaine Brant est le chef d'une opération quasi suicide, dont l'objet est de détruire un camp allemand et de revenir en traversant le désert ; son second est le lieutenant Leith. Le roman se situe durant la retraite, où les deux hommes s'affrontent sur une rivalité qui a pour fond la femme de Brant, Jane. Leith est un homme courageux et droit, Brant un lâche saisi par la peur ; Brant cause délibérément la mort de Leith et rentre ; malgré le succès de l'opération, il est écarté parce qu'il a perpétré l'assassinat des habitants d'un village lors de la retraite, et par ailleurs, sa femme le quitte.

## Quelques thèmes
L'auteur aborde dans le roman différents cas de conscience :
- Le choix d'un officier intransigeant pour mener une opération militaire délicate, et les pouvoirs qui vont lui être confiés
- La gestion d'un groupe de combat commando dans des conditions extrêmes
- La gestion des blessés dans le désert
- La jalousie, querelle amoureuse
- Le désespoir d'hommes qui se sentent abandonnés
- La survie dans un désert aride

## Éditions
- Amère Victoire, Éditions Robert Laffont, 1955.